# Torre de l'Aldea
La Torre de l'Aldea és un edifici de l'Aldea declarat bé cultural d'interès nacional.

## Descripció
És una torre quadrangular de planta atalussada, que conserva merlets i algunes espitlleres. La porta d'accés és arquejada amb dovelles de pedra tallada i la resta de la torre té l'aparell de pedra irregular.
És a tocar de l'església de Santa Maria.

## Història
La proximitat amb l'església va fer que la torre es fes popular. El 1914 el mal estat la tenia amenaçada de ruïna. Fou enderrocada l'any 1936 i després es reedificà. La part baixa de l'obra continua essent l'original. Sobre la porta d'arc de mig punt, les diverses làpides encastades ens informen sobre el domini de Tortosa i sobre alguns moments importants de la fortificació. El moment en què es va projectar aixecar la torre està enregistrat a un document de Felip II el 1575.